# Scaptesylodes
Scaptesylodes is een geslacht van vlinders uit de familie van de grasmotten (Crambidae), uit de onderfamilie van de Spilomelinae. De wetenschappelijke naam van dit geslacht is voor het eerst voorgesteld door Eugene Gordon Munroe in een publicatie uit 1976.

## Soorten
- S. incerta (G. Semper, 1899)
- S. modica Munroe, 1976